# Kettle's Yard
Kettle's Yard est une galerie d'art et une maison à Cambridge, en Angleterre. Le directeur de la galerie d'art est Andrew Nairne. La maison et la galerie ont rouvert leurs portes en février 2018 après une extension des installations.

## Histoire
Le bâtiment était originellement la maison de Cambridge de Jim Ede (en) et de sa femme Helen. S'installant à Cambridge en 1956, ils convertissent quatre petits cottages en une seule maison idiosyncratique et un endroit pour exposer la collection d'art du début du XXe siècle d'Ede. Ede organise une « journée portes ouvertes » chaque après-midi, donnant à tous les visiteurs, en particulier les étudiants, une visite personnelle de sa collection.

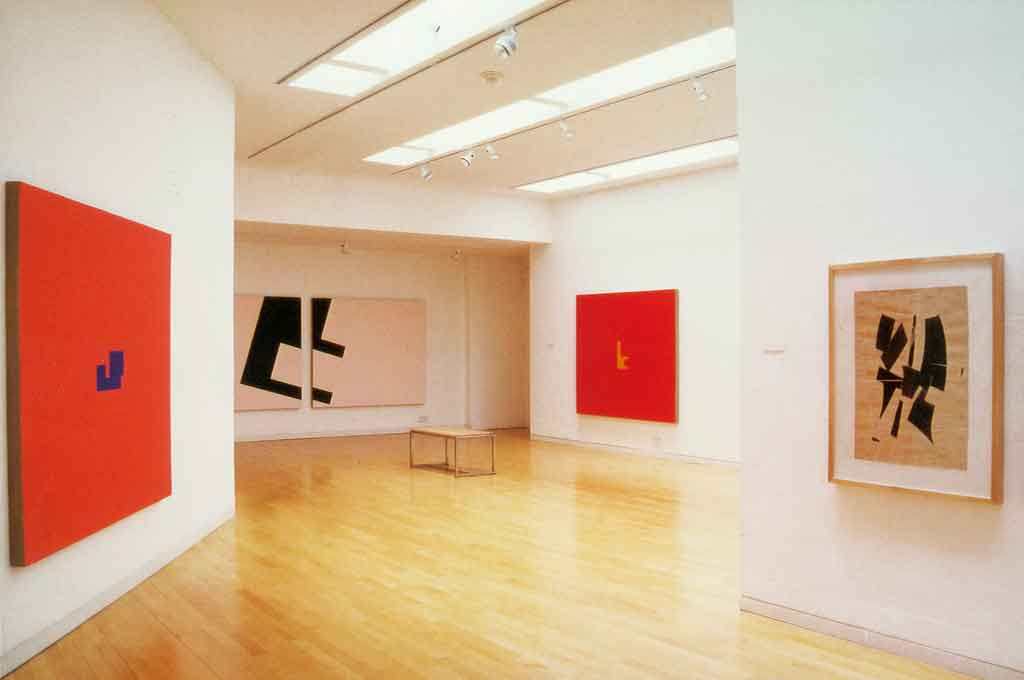
Exposition consacrée à Diet Sayler à la galerie en 2000.

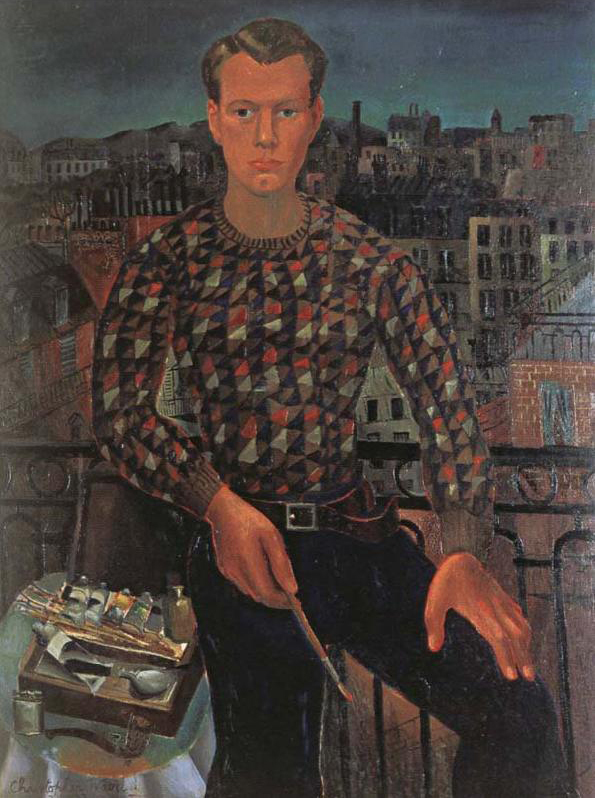
Christopher Wood, Autoportrait (1927).

## Collection
La collection permanente est composée de peintures, sculptures et objets rassemblés par Ede et repose en grande partie sur des associations et des amitiés nouées lorsque Ede était conservateur à la Tate Gallery, et, en tant que tel, il est orienté vers les œuvres de l'avant-garde britannique de la première moitié du XXe siècle.
Les artistes notables représentés dans la collection sont :  
- Constantin Brâncuși ;
- William Congdon ;
- Helen Frankenthaler ;
- Henri Gaudier-Brzeska ;
- Ian Hamilton Finlay ;
- Barbara Hepworth ;
- David Jones ;
- Joan Miró ;
- Henry Moore ;
- Ben Nicholson ;
- Winifred Nicholson ;
- Alfred Wallis ;
- Christopher Wood.